# Aristides Pereira
Aristides Maria Pereira (født 17. november 1923, død 22. september 2011) var præsident på Kap Verde fra 1975 til 1991.
I slutningen af 1940'erne og frem til Kap Verdes uafhængighed, var Pereira involveret i antikolonialistiske bevægelser og strejkeorganisering, og steg efterhånden i graderne i Det afrikanske parti for Guinea-Bissau og Kap Verdes uafhængighed (PAIGC).
Pereira lovede at lede en demokratisk og socialistisk nation, når han blev valgt til præsident, men forværrede i stedet landets økonomiske situation og forfulgte dissidenter af regimet. Kap Verde blev omgjort til en etpartistat og landet indgik alliancer med land som Folkerepublikken Kina og Libyen.
Pereira tabte det demokratiske valg i 1991 til António Monteiro.